# Laophontodes bicornis
Laophontodes bicornis is een eenoogkreeftjessoort uit de familie van de Ancorabolidae. De wetenschappelijke naam van de soort is voor het eerst geldig gepubliceerd in 1896 door Scott A..